# Slightly Married
Pour plus de détails, voir Fiche technique et Distribution.
Slightly Married est un film américain réalisé par Richard Thorpe, sorti en 1932.

## Synopsis
Mary Smith a été arrêtée pour vagabondage, et est sur le point d'être condamnée lorsqu'un certain Jimmie Martin propose de l'épouser pour lui éviter la prison. Jimmie est anglais, riche et alcoolique, et totalement inconnu de Mary. Pourtant elle prend ce mariage au sérieux et tente de le guérir de son intempérance, mais sans succès. Lorsqu'un ami de ses amis, Jack Haines, porte de l'intérêt à sa femme, Jimmie est plein de ressentiment mais incapable de lutter, et Mary part à Reno pour divorcer. Plus tard, Mary donne naissance à un enfant, dont Jimmie est le père, et son amie Nellie les fait se retrouver. 

## Fiche technique
- Titre original : Slightly Married
- Réalisation : Richard Thorpe
- Scénario : Mary McCarthy
- Costumes : Vera West
- Photographie : M.A. Anderson
- Son : Pete Clark
- Montage : Roland D. Reed
- Production : George R. Batcheller
- Société de production : Invincible Pictures Corp.
- Société de distribution : Chesterfield Motion Pictures Corp.
- Pays de production :  États-Unis
- Langue originale : anglais
- Format : noir et blanc — 35 mm — 1,37:1 — son Mono (RCA Photophone)
- Genre : drame
- Durée : 65 minutes
- Date de sortie :
  - États-Unis : 15 octobre 1932

## Distribution
- Evalyn Knapp : Mary Smith
- Walter Byron : Jimmie Martin
- Marie Prevost : Nellie Gordon
- Jason Robards Sr. : Jack Haines
- Robert Ellis : Brandon
- Dorothy Christy : Marjorie
- Clarissa Selwynne : Mme Martin
- Phillips Smalley : M. Martin
- Herbert Evans : Hodges
- Lloyd Ingraham : le juge
- Mary Foy : la logeuse